# Зайтенштеттенское аббатство
Зайтенштеттенское аббатство (нем. Stift Seitenstetten) — бенедиктинский монастырь в Нижней Австрии, расположенный на территории коммуны Зайтенштеттен.
Основан монастырь в 1112 году неким Удальшальком, родственником епископа Пассау Ульриха (Удальриха). В 1114 году в него переселились несколько монахов из аббатства Гёттвайг, а в 1116 году Ульрих освятил церковь. В 1142 году к аббатству был присоединён приход Вольфсбаха. В 1180-е гг архиепископ Вихман Магдебургский даровал обширные лесные площади у реки Ибс.
Аббатство постепенно развивалось, но в конце XV века сильно пострадало от венгерской армии с Матьяша Корвина, позже — от выплаты подати турецким оккупантам, а позже от Реформации.
Аббатство несколько раз страдало от пожаров, неоднократно перестраивалось. В первой половине XVIII века монастырь приобрёл вид в стиле барокко. Церковь же имеет черты ранней готики. Интерьер известен фресками Альтомонте и Трогера, имеется художественная галерея. На территории аббатства расположен сад, где произрастает более ста сортов роз.
- Вид на аббатство с северо-запада.
- В саду аббатства
- Вид из сада
- Фресковая роспись потолка Мраморного зала